# Relations entre l'Australie et le Japon
Les relations entre l'Australie et le Japon sont généralement amicales, importantes et guidées par des intérêts mutuels. Elles dépassent les simples liens économiques et commerciaux et concernent également la culture, le tourisme, la défense et la coopération scientifique.
Il y a déjà eu quelques tensions dans ces relations, liées à l'opposition des deux pays lors de la Seconde Guerre mondiale, sur les questions de chasse à la baleine et de la domination économique prétendue du Japon, bien que de telles craintes se soient apaisées à la suite de la stagnation du Japon dans les années 1990 et d'une plus grande prise de conscience des enjeux économiques. En même temps, le gouvernement et les chefs d'entreprises australiens voient le Japon comme un important marché d'exportation et un élément essentiel dans la croissance future de l'Australie et la prospérité de la région de l'Asie-Pacifique. Pour sa part, le Japon considère l'Australie comme un partenaire important, une source fiable d'énergie, de minerais et d'autres produits de base, une destination touristique populaire, un contact utile en Occident et la seule autre puissance économique moyenne de l'Asie-Pacifique.

## L'Australie et l'empire du Japon

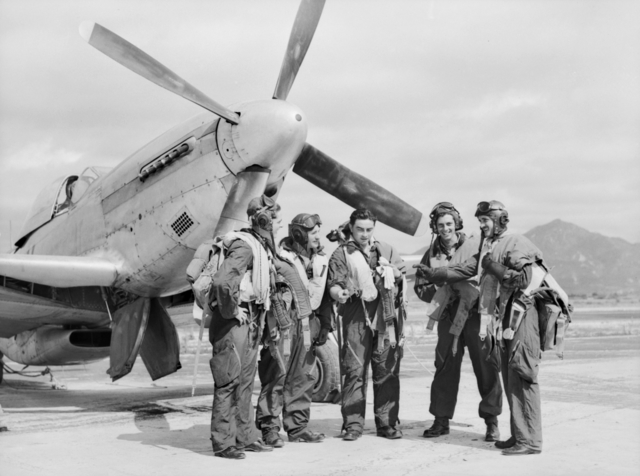
Pilotes de la Royal Australian Air Force en juillet 1947 durant l'occupation du Japon.

Le premier Japonais connu à s'être établi en Australie était un commerçant qui a immigré au Queensland en 1871. Pendant les premières années de la fédération d'Australie en 1901, on estimait à 4 000 le nombre d'immigrés japonais en Australie, principalement autour de Townsville où le gouvernement japonais avait établi son premier consulat en 1896. Les immigrés travaillaient la plupart du temps dans la canne à sucre et les activités liées à la mer (élevage de tortue, de trochus, de concombre de mer et de perle). L'afflux des immigrés fut stoppé par la Loi australienne de restriction de l'immigration de 1902, avec l'imposition d'un  « test de dictée » dans une langue européenne pour les immigrés éventuels, et surtout avec la politique de l'Australie blanche. Ainsi, le consulat de Townsville a fermé ses portes en 1908.
Cependant, les relations économiques ont continué à s'épanouir, et au milieu des années 1930, le Japon était le deuxième exportateur de l'Australie après le Royaume-Uni. Cependant, en 1936, la Grande-Bretagne a appliqué une pression politique sur l'Australie pour freiner l'importation de textiles japonais, qui concurrençaient le textile britannique en Australie. Le Japon a réagi en fixant de nouvelles taxes à ses propres frontières commerciales. Après que les deux côtés se furent rendu compte que la guerre commerciale était improductive, un accord fut conclu en 1937 pour assouplir les restrictions.
Du fait de l'importance des liens avec le Japon, Tokyo fut la deuxième capitale (après Washington, D.C. aux États-Unis) où l'Australie a établi une légation séparée de l'ambassade britannique.
Pendant la Deuxième Guerre mondiale, le territoire australien fut directement menacé par une invasion japonaise, et les forces japonaises ont attaqué le port de Darwin  au nord de l'Australie et celui de Sydney. En 1941, la population d'origine japonaise en Australie fut internée, et expulsée vers le Japon à la fin de la guerre. Les forces australiennes ont joué un rôle actif dans les batailles de toute l'Asie du Sud-Est et du théâtre du Pacifique Sud-occidental de la seconde guerre mondiale, et un rôle important dans l'occupation du Japon d'après-guerre.

## Relations d'après-guerre
Les relations diplomatiques entre l'Australie et le Japon ont repris en 1952, après la fin de l'occupation alliée, et Nishi Haruhiko est devenu l'ambassadeur japonais en Australie.
En 2006, l'Australie et le Japon ont célébré le trentième anniversaire du Traité de base d'amitié et de coopération de 1976. Dans un rapport commun publié en mars 2006, le ministre des affaires étrangères australien, Alexander Downer, et le ministre des affaires étrangères japonais, Tarō Asō, ont déclaré que l'« association » entre l'Australie et le Japon, basée sur « le partage des valeurs démocratiques, du respect mutuel, de l'amitié profonde, et des opinions stratégiques », est « plus forte que jamais ».
L'Australie et le Japon ont accepté de travailler ensemble sur la réforme des Nations unies, comprenant l'accession du Japon en membre permanent du Conseil de sécurité, et le renforcement de divers forums régionaux (la Coopération économique pour l'Asie-Pacifique (APEC), le forum régional de l'Association des nations de l'Asie du Sud-Est (ASEAN) et le Sommet de l'Asie orientale (EAS).
En mars 2007, l'Australie et le Japon ont signé un pacte de sécurité mutuelle. Les champs de cette coopération comprennent:
- Application de la loi sur la criminalité transnationale, le trafic de narcotiques, d'humains et d'armes, et la fausse monnaie
- Sécurité aux frontières
- Anti-terrorisme
- Désarmement et lutte contre la prolifération des armes de destruction massive et leurs moyens de livraison
- Opérations de paix
- Échange des évaluations stratégiques et des renseignements connexes
- Sécurité maritime et aérienne
- Opérations humanitaires
- Planification d'urgence (pandémies)

Pendant le déploiement des Forces japonaises d'autodéfense lors d'une mission humanitaire et de reconstruction en Irak de 2004 à 2006, les unités australiennes ont aidé les forces japonaises dans la protection des bases japonaises. En janvier 2008, les relations diplomatiques se sont brièvement détériorées à cause de la chasse à la baleine prétendument scientifique et condamnée par le gouvernement de l'Australie, la Cour Suprême australienne a déclaré la chasse à la baleine illégale. Deux membres de la Sea Shepherd ont été capturés par un bateau de pêche à la baleine japonais le Yushin Maru, l'un d'eux était australien. Cependant, la situation a rapidement été apaisée quand l'Institut de recherche japonais sur les cétacés a ordonné au bateau de remettre les deux captifs aux douanes australiennes. En décembre 2009, le premier ministre australien Kevin Rudds'est rendu au Japon où une force opérationnelle nippo-australienne sur les armes nucléaires a sorti un rapport. Des entretiens sur le problème de chasse à la baleine ont eu lieu, qui fut un sujet de discorde important dans les relations des deux pays. Avant sa visite, Rudd a menacé d'entamer une action judiciaire pour arrêter la pêche à la baleine. Un ministre australien du Parti travailliste a déclaré que son parti, s'il gagnait les élections, ordonnerait à la marine australienne (Royal Australian Navy) du Pacifique sud d'empêcher la pêche à la baleine « illégale ».
En mai 2010, l'Australie a commencé une action judiciaire pour arrêter les chasses à la baleine du Japon.

## Relations économiques
Le commerce australien avait progressivement délaissé les autres pays du Commonwealth pour l'Asie dans les années 1960-1970. Le Japon en particulier avait émergé en tant que principal partenaire commercial. Le Japon est maintenant le deuxième exportateur de l'Australie (après la Chine), bien que le Japon soit rangé seulement troisième importateur de l'Australie après les États-Unis et la Chine. Pour cette raison, l'Australie a un surplus de la balance commerciale avec le Japon.
L'Australie est une source importante de nourriture et de matières premières pour le Japon. En 1990, l'Australie totalisait 5,3 % des importations japonaises totales, une part qui fut relativement stable dans la fin des années 1980. L'Australie était le plus grand fournisseur de charbon, de minerai de fer, de laine, et de sucre du Japon en 1990. L'Australie est également un fournisseur d'uranium. En 1988, les investissements du Japon ont fait de l'Australie la plus grande source des importations régionales japonaises. L'interdiction du bœuf américain et canadien a récemment fait de l'Australie le plus grand fournisseur de bœuf du Japon.
Les projets de développement de ressource en Australie ont attiré des capitaux japonais, nécessitant une production locale pour le marché australien. Les investissements en Australie sont montés à 8,1 milliard $US en 1988, soit 4,4 % des investissements directs japonais à l'étranger. Mais, en raison de la multiplication des investissements à l'étranger du Japon, cette part avait en fait diminué (5,9 % en 1980). Pendant les années 1980, les investissements japonais dans l'immobilier ont augmenté en Australie, en particulier dans la ville touristique de Gold Coast, où la présence japonaise était assez forte pour créer un certain ressentiment.
Du fait que le Japon protège son agriculture, l'Australie doit fait face à des quotas, et à des tarifs élevés aux barrières douanières en exportant ses produits agricoles tels que le bœuf, le beurre, et les pommes vers le Japon. L'Australie est désireuse de signer un accord de libre-échange avec le Japon.
Les deux pays attirent un nombre considérable de touristes de l'autre pays, l'Australie étant un lieu pour la plongée et le surf apprécié et le Japon étant réputé pour sa culture, en particulier à Kyoto.
Comme l'Australie vend des minerais bruts au Japon, les mêmes minerais reviennent en Australie sous forme de télévisions, d'ordinateurs et de voitures.